# Victorvox
Die Victorvox GmbH (eigene Schreibweise: „VICTORVOX“) war ein in Krefeld ansässiger Mobilfunkanbieter und ab 2003 Tochtergesellschaft der Drillisch AG. Victorvox trat hauptsächlich als Service-Provider für verschiedene Mobilfunkunternehmen in Erscheinung. Die Rechtsform war zuletzt eine Gesellschaft mit beschränkter Haftung, zuvor zwischenzeitlich Aktiengesellschaft (AG). Am 6. Januar 2009 wurden die Victorvox GmbH, die Telco Services GmbH und die Alphatel Kommunikationstechnik GmbH auf die McSIM Mobilfunk GmbH verschmolzen und diese in Drillisch Telecom GmbH umfirmiert.

## Personalien
Im Januar 2008 sind die Drillisch-Vorstände Paschalis Choulidis sowie sein Bruder Vlasios Geschäftsführer der Victorvox GmbH. Vorsitzender des Aufsichtsrats ist Hartmut Schenk. Datenschutzbeauftragte des Unternehmens ist – neben ihrer Tätigkeit als Lehrbeauftragte der Heinrich-Heine-Universität Düsseldorf – Rechtsanwältin Katrin Hammerich.

## Strategische Partnerschaften
- 2000 Victorvox kooperiert mit der CTS EVENTIM AG (Vermarktung von Tickets für Konzert-, Theater- und Sportveranstaltungen)[2].
- 2001 Victorvox und der Bochumer Autozubehör-Franchiser D&W schließen eine strategische Partnerschaft. Bei D&W werden Mobilfunkverträge für verschiedene Netze angeboten.
- 2007 Kooperation mit der Bietigheim-Bissinger RadiCens GmbH. Seit April 2007 wird eine mobile Datenflatrate unter dem Markennamen „MoobiCent“ in Zusammenarbeit beider Unternehmen angeboten.

## Geschichte
- 1985 Gründung in Krefeld als „autoradioland“
- 1988 Einstieg in die Mobilfunkbranche
- 1995 Umbenennung in Victorvox
- 1999 Victorvox wird Aktiengesellschaft (Gesamtumsatz nach eigenen Angaben[3]: ca. 259 Mio. DM)
- 2000 Gesamtumsatz im Geschäftsjahr 2000 (nach eigenen Angaben, s. o.) ca. 610 Mio. DM
- 2001 Victorvox wird DSL-Provider[4]. (Gesamtumsatz (nach eigenen Angaben, s. o.) ca. 725 Mio. DM (370 Mio. Euro))
- 2002 Victorvox beschäftigt 293 Personen. Das Unternehmen erzielt einen Umsatz von 297 Millionen Euro[5]
- 2002 Finanzvorstand und Firmengründer Olaf Hagelkruys ist auf eigenen Wunsch von seinen Aufgaben entbunden worden. Helmfrid Fülling wird neuer Finanzvorstand
- 2003 Die Drillisch AG übernimmt die Mehrheit (71,9 %) an der Victorvox AG[5]. Vlasios und Paschalis Choulidis werden Victorvox Vorstände.
- 2005 Stefan Sartor scheidet aus dem Vorstand der Victorvox AG aus. Der Vorstand wird auf zwei Mitglieder verkleinert. Herrn Sators Aufgaben werden fortan von den Brüdern Choulidis übernommen[6].
- 2006 Umwandlung in eine GmbH
- 6. Januar 2009 Verschmelzung auf die McSIM Mobilfunk GmbH, heute Drillisch Telecom GmbH

## Victorvox und Verbraucherschutz
In der Vergangenheit machte Victorvox durch eigenwilliges Auftreten gegenüber dem Kunden und Verbraucherschützern von sich reden. Im Wesentlichen ist Victorvox in den letzten Jahren mit drei größeren Vorfällen auffällig geworden:
- unzulässige Deaktivierungsgebühr (2001)
- die Faircom-Affäre (2003)
- die MoobiCent-Drosselungen (2007)

2001 musste die Verbraucherzentrale vor dem Landgericht Düsseldorf und dem Oberlandesgericht Düsseldorf eine Deaktivierungsgebühr für unzulässig erklären lassen. Zuvor wurde das Unternehmen in dieser Sache mehrfach abgemahnt. Vor dem Bundesgerichtshof erhielt der Bundesverband der Verbraucherzentralen in einem anderen Verfahrensgang ebenso Recht. Mit Urteil vom 18. April 2002 wurde entschieden, dass die Klausel über die Deaktivierungsgebühr bei einer vertragsgemäßen Auflösung des Mobilfunkvertrags unzulässig ist. Des Weiteren wurde eine Stellvertreterklage wegen Rückzahlung der Deaktivierungsgebühr gewonnen.
2003 fiel Victorvox in Zusammenhang mit dem insolventen Vermittler Faircom auf. Hierbei ging es um Kopplungsgeschäfte von Premiere-Abonnements und Victorvox-Mobilfunkverträgen. Faircoms Idee bestand darin, gleichzeitig Mobilfunkverträge und Premiere-Abonnements zu vermitteln. Ein Teil der für die Vermittlung des Telefonvertrags anfallenden Vermittlungsprovision wurde an die Kunden (zwecks Begleichung der monatlichen Grundgebühren) weitergegeben. Nach Insolvenz von Faircom kam es zu Zahlungsausfällen, so dass die fälligen Grundgebühren vom Kunden selbst zu entrichten waren. In ihrer Not kündigten daraufhin einige Kunden ihre Verträge. Während Premiere die Faircom-Geschädigten anstandslos aus ihren Verträgen entließ, zeigte sich Victorvox weniger einsichtig. In einem Schreiben äußerte sich Victorvox nach Angaben des WDR wie folgt: „Bitte beachten Sie, dass die von Ihnen reklamierten fehlenden Grundgebührbefreiungen nicht von der Firma Victorvox AG übernommen werden können. Auch einer von Ihnen in diesem Zusammenhang ausgesprochenen Kündigung können wir bedauerlicherweise nicht entsprechen.“